# Tępa Podkowa

Tępa Podkowa

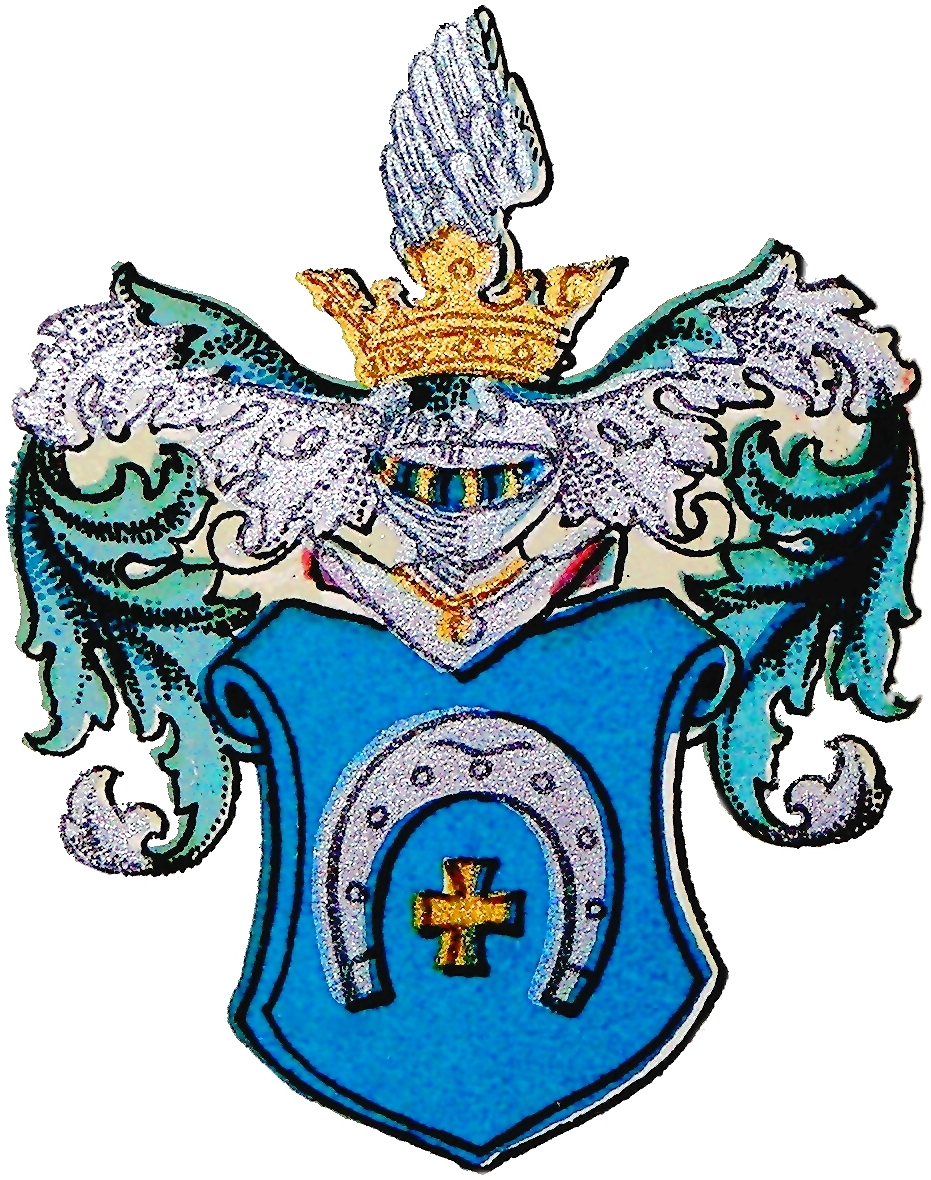
Oryginalna wersja herbu z drugiej połowy XIX wieku

Tępa Podkowa – polski herb szlachecki.

## Opis herbu
Opis herbu z wykorzystaniem klasycznych zasad blazonowania:
W polu niebieskim podkowa barkiem do góry postawiona. W środku podkowy złoty krzyż. Labry niebieskie podbite srebrem i złotem.
W klejnocie skrzydło srebrne.

Opis herbu według Niesieckiego: 

Barkiem do góry prosto postawiona powinna być podkowa, krzyża na nim nie masz, ale tylko we środku jej krzyż kładą, zgoła jest to Jastrzębiec ale wywrócony, na hełmie zaś orle skrzydło.

## Najwcześniejsze wzmianki
Kasper Niesiecki powołując się na Okolskiego i Paprockiego twierdzi iż rycerzom herbu Jastrzębiec, stronnikom Bolesława Śmiałego, po zabiciu biskupa Stanisława, ukaranym wygnaniem i konfiskatą majątków, herb ich na wieczną pamiątkę odmieniono. Według Jana Długosza byli to Borzywój syn Mściwogi lub Mścuja, Zbilut, Dobrogost, Zema, Odolang i Jędrzej, którym w 1084 Władysław Herman skonfiskowane włości przywrócił.

## Herbowni
Brodecki, Bulkowski, Brzezicki, Dymski, Gierałtowski, Janiszewski, Miączyński, Modliński, Ostrowski, Starołęski, Stawski, Wiśniewski, Wiśniowski, Żychowski.

Tępa Podkowa II

## Znani herbowni
- Wojciech Starołęski – starosta piotrkowski, kasztelan żarnowski
- August Trzetrzewiński (1823–1870) – adwokat, urzędnik, działacz polityczny, wykładowca.

## Postacie fikcyjne pieczętujące się herbem Tępa Podkowa
Rycerze Zbyszko z Bogdańca i Maćko z Bogdańca w powieści Henryka Sienkiewicza Krzyżacy.